# جنداک بالا
جنداک بالا روستایی در مرغاب از ولایت غور در کشور افغانستان است. باشنده گان جنداک از قوم تاجیک اند وبه زبان فارسی صحبت می کنند.